# Kiwa hirsuta
Пушистая Кива, краб Йети или Kiwa hirsuta  (лат.) — вид десятиногих ракообразных из инфраотряда неполнохвостых (Anomura), ранее выделяемый в монотипное семейство Kiwaidae (в 2011 году описан второй вид, Kiwa puravida). Впервые обнаружены в 2005 году на глубине свыше 2000 метров в районе гидротермальных источников в южной части Тихого океана.

## Внешний вид
Длина тела взрослых раков составляет около 15 см. Грудь и пять пар отходящих от неё конечностей (переоподов) снизу покрыты многочисленными перистыми щетинками, создающими впечатление, что рак покрыт мехом. На первой паре конечностей (несущие клешни хелипеды) в больших количествах развиваются нитчатые бактерии, которые, по-видимому, способны очищать воду от токсичных для рака соединений и, возможно, служат для него пищей. Стебельчатые глаза сильно редуцированы и лишены пигмента.

## История открытия
Kiwa hirsuta были впервые обнаружены на Южно-Тихоокеанском поднятии в 1500 км к югу от острова Пасхи в марте 2005 года в ходе экспедиции исследовательского судна «Atlantis». Исследователи под руководством Роберта Врейенхука из англ. Monterey Bay Aquarium Research Institute и Мишеля Сегонзака из фр. Institut français de recherche pour l'exploitation de la mer в ходе погружений на борту пилотируемого подводного аппарата Алвин несколько раз наблюдали этих сравнительно крупных белых ракообразных вокруг активных гидротермальных источников. Единственный выловленный к настоящему моменту экземпляр (самец) был поднят с глубины 2200 метров.
Макферсон и соавторы дали название новому роду Kiwa «в честь богини моллюсков в полинезийской мифологии», хотя Kiwa — мужского пола, один из божественных стражей океана в мифологии маори. Видовой эпитет hirsuta в переводе с латыни означает «волосатый».
В начале марта 2006 года Мишель Сегонзак опубликовал в газете местного значения статью о «крабе-йети» (англ. Yeti crab), что вызвало немедленную реакцию СМИ по всему миру: уже через десять дней число упоминаний вида в Интернете достигло 150 тысяч, а через две недели — 200 тысяч.